# 21678 Lindner
21678 Lindner este un asteroid din centura principală de asteroizi.

## Descriere
21678 Lindner este un asteroid din centura principală de asteroizi. A fost descoperit pe 5 septembrie 1999 la Drebach de Gerhard Lehmann și Jens Kandler. Asteroidul prezintă o orbită caracterizată de o semiaxă mare de 2,55 ua, o excentricitate de 0,15 și o înclinație de 7,6° în raport cu ecliptica.